# 格奥尔基·菲亚特
格奥尔基·菲亚特（羅馬尼亞語：Gheorghe Fiat，1929年1月14日—2010年8月22日），罗马尼亚男子拳击运动员。他曾代表罗马尼亚参加1952年夏季奥林匹克运动会拳击比赛，获得男子60公斤级铜牌。